# 1924년 전조선전문학교연합정구대회
1924년 전조선전문학교연합정구대회는 전조선전문학교연합정구대회의 1924년 시즌 정구 대회이다. 1924년 6월 29일에 일제강점기 조선 경기도 경성부에 있는 휘문고등보통학교 운동장에서 개최되었다.

## 경기장
| 경기장                  | 도시 | 좌석 | 수용 | 비고 |
| ----------------------- | ---- | ---- | ---- | ---- |
| 휘문고등보통학교 운동장 | 경성 |      |      |      |

## 정구단
| 정구단                  | 도시 | 첫 참가 | 횟수 | 선수                                           | 비고 |
| ----------------------- | ---- | ------- | ---- | ---------------------------------------------- | ---- |
| 경성고등공업학교 정구단 | 경성 | 1923    | 2    | 불명                                           |      |
| 경성고등상업학교 정구단 | 경성 | 1923    | 2    | 불명                                           |      |
| 경성법학전문학교 정구단 | 경성 | 1923    | 2    | 가선형, 김영환, 박두호, 이종철, 임병칠, 장상유 |      |
| 경성의학전문학교 정구단 | 경성 | 1923    | 2    | 불명                                           |      |
| 보성전문학교 정구단     | 경성 | 1923    | 2    | 김기준, 박성희, 유준, 이한준, 최신용, 허양균   |      |
| 수원고등농림학교 정구단 | 수원 | 1923    | 2    | 불명                                           |      |

## 경기 결과
|  | 1라운드                 | 1라운드             |                         |    | 준결승 | 준결승 |  |  | 결승 | 결승 |
|  |                         |                     |                         |    |        |        |  |  |      |      |
|  |                         |                     |                         |    |        |        |  |  |      |      |
|  |                         |                     |                         |    |        |        |  |  |      |      |
|  |                         |                     |                         |    |        |        |  |  |      |      |
|  | 6월 29일 - 경성         |                     |                         |    |        |        |  |  |      |      |
|  |                         |                     |                         |    |        |        |  |  |      |      |
|  | 경성법학전문학교 정구단 | 승                  |                         |    |        |        |  |  |      |      |
|  | 경성법학전문학교 정구단 | 승                  | 6월 29일 - 경성         |    |        |        |  |  |      |      |
|  |                         |                     | 수원고등농림학교 정구단 | 패 |        |        |  |  |      |      |
|  | 경성의학전문학교 정구단 | 패                  | 수원고등농림학교 정구단 | 패 |        |        |  |  |      |      |
|  | 경성의학전문학교 정구단 | 패                  | 6월 29일 - 경성         |    |        |        |  |  |      |      |
|  | 수원고등농림학교 정구단 | 승                  |                         |    |        |        |  |  |      |      |
|  | 수원고등농림학교 정구단 | 승                  | 경성법학전문학교 정구단 | 1  |        |        |  |  |      |      |
|  |                         |                     | 경성법학전문학교 정구단 | 1  |        |        |  |  |      |      |
|  |                         | 보성전문학교 정구단 | 3                       |    |        |        |  |  |      |      |
|  |                         | 보성전문학교 정구단 | 3                       |    |        |        |  |  |      |      |
|  | 6월 29일 - 경성         |                     |                         |    |        |        |  |  |      |      |
|  |                         |                     |                         |    |        |        |  |  |      |      |
|  | 보성전문학교 정구단     | 승                  |                         |    |        |        |  |  |      |      |
|  | 보성전문학교 정구단     | 승                  | 6월 29일 - 경성         |    |        |        |  |  |      |      |
|  |                         |                     | 경성고등상업학교 정구단 | 패 |        |        |  |  |      |      |
|  | 경성고등상업학교 정구단 | 승                  | 경성고등상업학교 정구단 | 패 |        |        |  |  |      |      |
|  | 경성고등상업학교 정구단 | 승                  |                         |    |        |        |  |  |      |      |
|  | 경성고등공업학교 정구단 | 패                  |                         |    |        |        |  |  |      |      |
|  | 경성고등공업학교 정구단 | 패                  |                         |    |        |        |  |  |      |      |

제2회 전조선전문학교연합정구대회는 경성고등공업학교 정구단, 경성고등상업학교 정구단, 경성법학전문학교 정구단, 경성의학전문학교 정구단, 보성전문학교 정구단, 수원고등농림학교 정구단 등 6개 정구단이 참가했다. 1924년 6월 29일에 진행된 경성고등상업학교 정구단과 경성고등공업학교 정구단 간의 1라운드 첫 번째 경기는 경성고등상업학교 정구단이 이기며 준결승에 진출했고, 경성의학전문학교 정구단고 수원고등농림학교 정구단 간의 1라운드 두 번째 경기는 수원고등농림학교 정구단이 이기며 준결승에 진출했다. 준결승 경기에서 경성법학전문학교 정구단이 수원고등농림학교 정구단을 이기며 결승에 진출했고, 보성전문학교 정구단이 경성고등상업학교 정구단을 이기며 결승에 진출했다. 같은 날 16시에 시작된 경성법학전문학교 정구단과 보성전문학교 정구단 간의 결승 경기에서 보성전문학교 정구단이 3:1로 이기며 우승을 차지했다.

## 참고 문헌
- 대한체육회 100주년 기념사업부 (2020). 《대한민국 체육 100년》. 대한체육회.
- “專門校聯合庭球(전문교연합정구)”. 동아일보. 1924년 6월 28일.
- “第二囘全朝鮮專門學校(제이회전조선전문학교) 聯合庭球大會(연합정구대회)”. 조선일보. 1924년 6월 28일.
- “全朝鮮專門學生(전조선전문학생) 庭球戰(정구전)의抽籤(추첨)”. 조선일보. 1924년 6월 29일.
- “專門校庭球界(전문교정구계)의 覇權(패권)은普成專門(보성전문)에”. 조선일보. 1924년 7월 1일.